# Temba
Temba este un oraș din Africa de Sud.